# Christer Sandahl
Lars Christer Einar Sandahl, född 28 mars 1947 i Huskvarna, är en svensk psykolog och professor. 
Sandahl blev 2009 vid Karolinska Institutet professor i samhälls- och beteendevetenskap med särskild inriktning mot vårdvetenskap. Han var en av medgrundarna till konsultbolaget Sandahl Partners och invaldes 2017 till ledamot av Kungliga Ingenjörsvetenskapsakademien.
Sandahl är son till civilingenjör Lars-Herman Larsson och Märta Sandahl Larsson samt dotterson till Allie Sandahl som var gift med Malte Liewen Stierngranat.
Christer Sandahl är sedan 1981 gift med författaren Patricia Tudor Sandahl (född 1940).